# Grote Scheldeprijs 1979
Il Grote Scheldeprijs 1979, sessantacinquesima edizione della corsa, si svolse il 1º agosto per un percorso di 250 km, con partenza ed arrivo a Schoten. Fu vinto dal belga Daniel Willems della squadra Ijsboerke-Warncke Eis davanti ai connazionali Frank Hoste e Fons De Wolf.

## Ordine d'arrivo (Top 10)
| Pos. | Corridore              | Squadra                 | Tempo    |
| ---- | ---------------------- | ----------------------- | -------- |
| 1    | Daniel Willems         | Ijsboerke-Warncke Eis   | 5h09'00" |
| 2    | Frank Hoste            | Marc Zeep Savon-Superia | a 1'10"  |
| 3    | Fons De Wolf           | Lano-Boule d'Or         | s.t.     |
| 4    | Gustaaf Van Roosbroeck | Ijsboerke-Warncke Eis   | s.t.     |
| 5    | Emiel Gijsemans        | Mini-Flat-VDB-Pirelli   | s.t.     |
| 6    | Marc Renier            | KAS                     | s.t.     |
| 7    | Willy Teirlinck        | KAS                     | s.t.     |
| 8    | Etienne De Beule       | KAS                     | s.t.     |
| 9    | Danny Clark            | Marc Zeep Savon-Superia | s.t.     |
| 10   | René Dillen            | KAS                     | s.t.     |